# Коджорская улица
Коджорская улица (груз. კოჯორის ქუჩა) — элемент городской инфраструктуры Тбилиси, в районе Сололаки. Проходит от улицы Ладо Асатиани до улицы Амаглеба. 
Названа по населённому пункту Коджори, дорога на который проходит поблизости от улицы.

## История
В 2015 году улицу переименовали в честь поэта Гизо Нишнианидзе (1928—2011)

## Достопримечательности

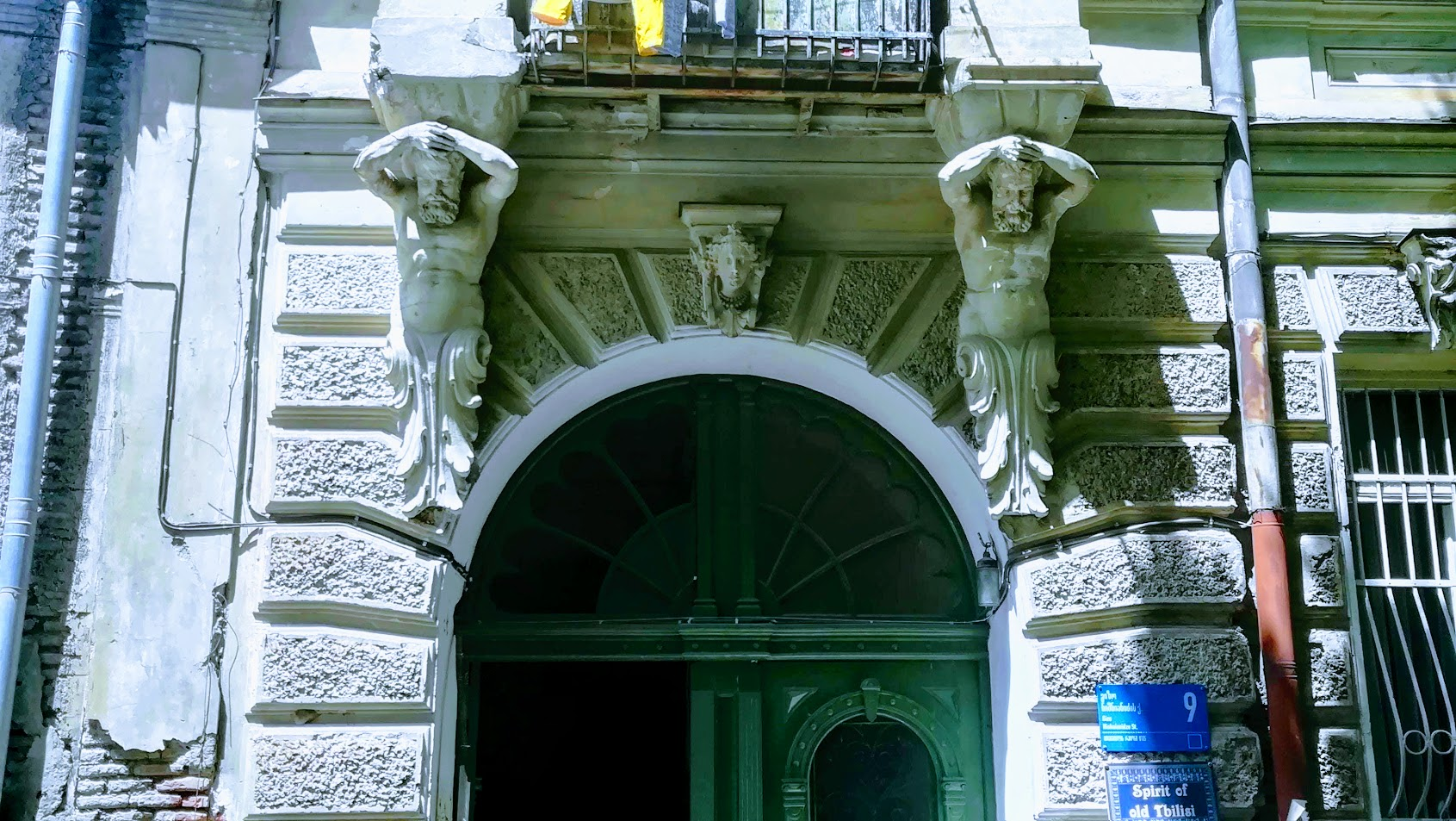
д. 9

## Известные жители

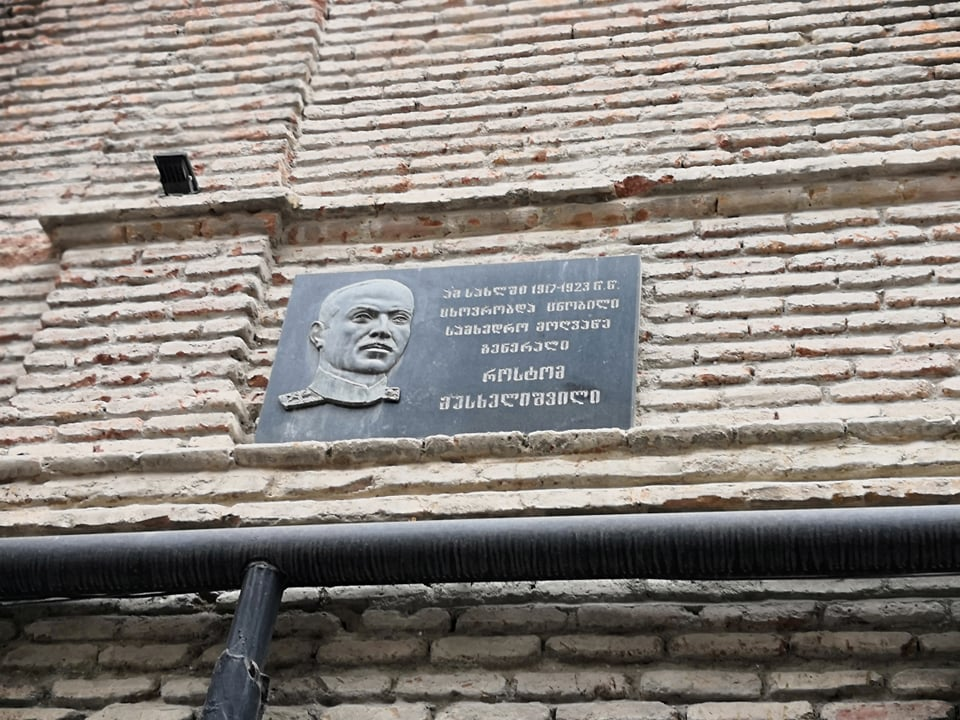
мемориальная доска Р. Мусхелишвили

д. 3 — архитектор Павел Зурабян (собственный дом)
д. 6 — генерал Ростом Мусхелишвили (мемориальная доска)
д. 15 (дом Вержбицкого) — поэт Сергей Есенин (жил 1924—1925)
поэт Владимир Панов